# Île Sabine
L'Île Sabine est une île au nord-est de la péninsule de Wollaston Foreland (en) dans l'est du Groenland en mer du Groenland.

## Géographie
D'une longueur de 16 km du cap Neumayer au nord jusqu'au cap Teddy Udkig au sud sur 14 km de large, elle s'étend sur 155,9 km². Son point culminant mesure 699 m d'altitude. 

## Histoire

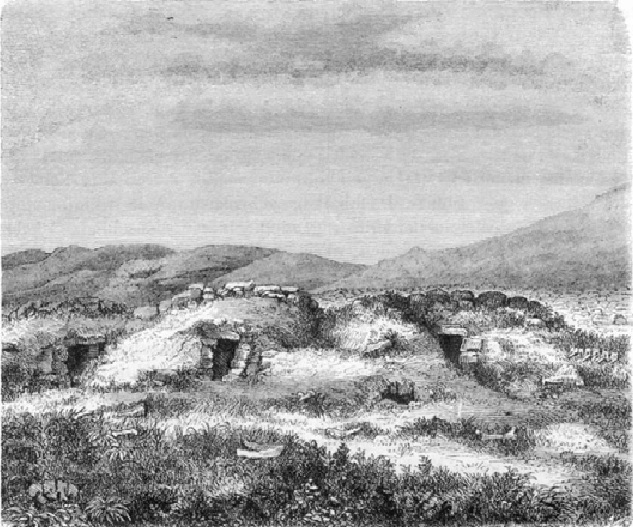
Huttes Inuits découvertes sur l'île par Carl Koldewey en 1869

D'abord nommée Inner Pendulum Island, elle a été nommée par Carl Koldewey, commandant de la Seconde Expédition allemande au Pôle Nord (1869-1870), en l'honneur d'Edward Sabine qui l'a découvert en 1823 et y a mené des recherches géodésiques. 
L'explorateur français Octave Pavy meurt à l'île Sabine le 6 juin 1884. La cause de sa mort n'a jamais été élucidée. 
Carl Koldewey et ses hommes s'y établirent au point nommé Germaniahafen, au sud de l'île. 
De août 1942 à juin 1943, une expédition allemande y effectue des travaux de météorologie. En mars 1943, une station militaire danoise y est établie par le gouverneur Eske Brun (en) et est bombardée par l'aviation américaine en mai, commandée par le colonel Bernt Balchen. Les survivants sont évacués vers la Norvège en juin. 
Appartenant jusqu'en 2008 à la province du Groenland-Oriental, elle fait partie depuis 2009 du secteur non constitué en municipalité du Parc national du Nord-Est du Groenland.

## Autre
Un îlot Sabine se trouve aussi en Baie de Melville, nommé en l'honneur d'Edward Sabine qui était membre de l'expédition Ross qui l'a découvert en 1818.  